# Concepción Cabrera de Armida
Concepción Cabrera de Armida (8. prosince 1862, San Luis Potosí – 3. března 1937, Ciudad de México) byla mexická mystička a spisovatelka. Katolická církev ji uctívá jako blahoslavenou.

## Život

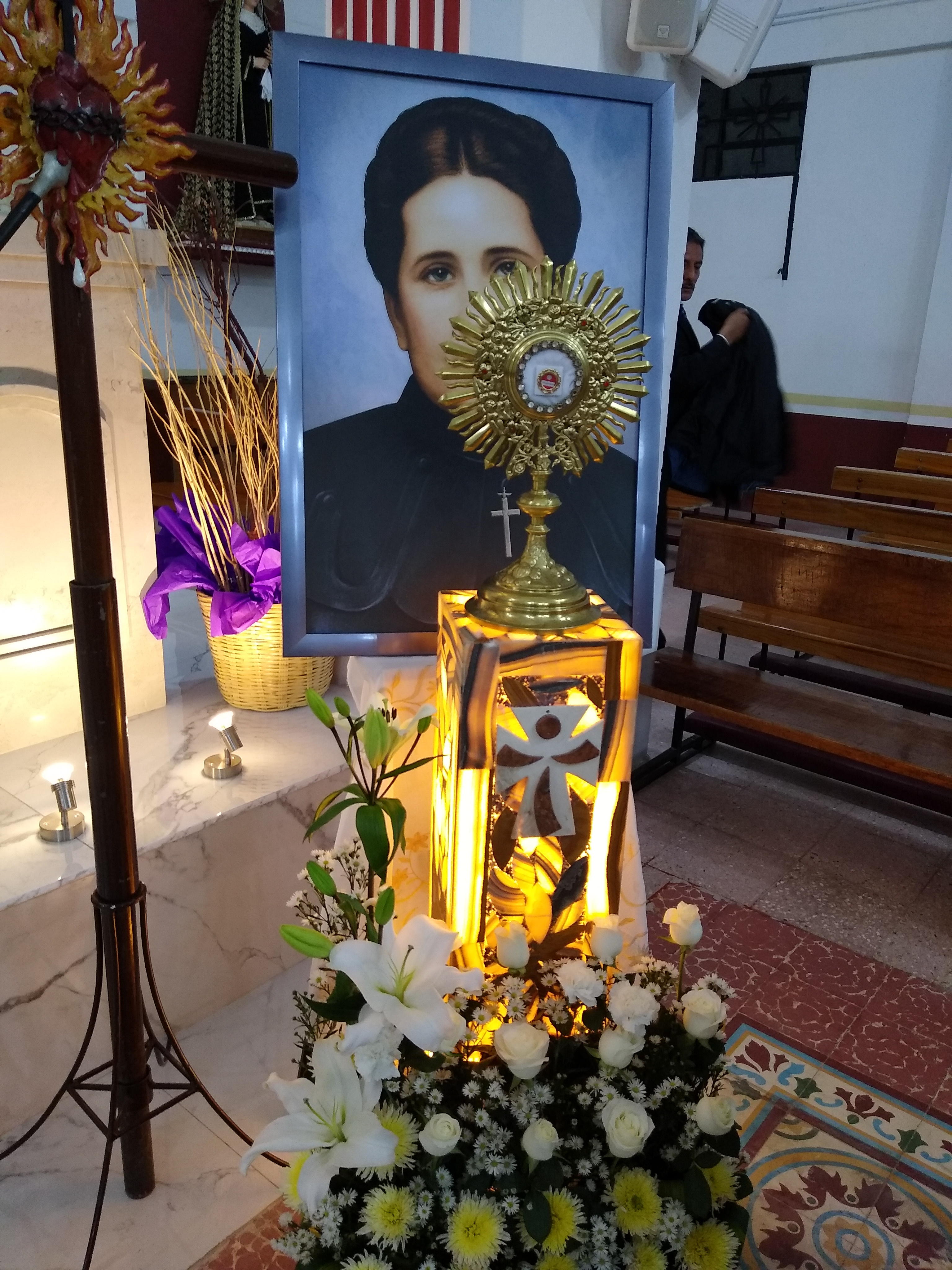
Relikviář s její relikvií

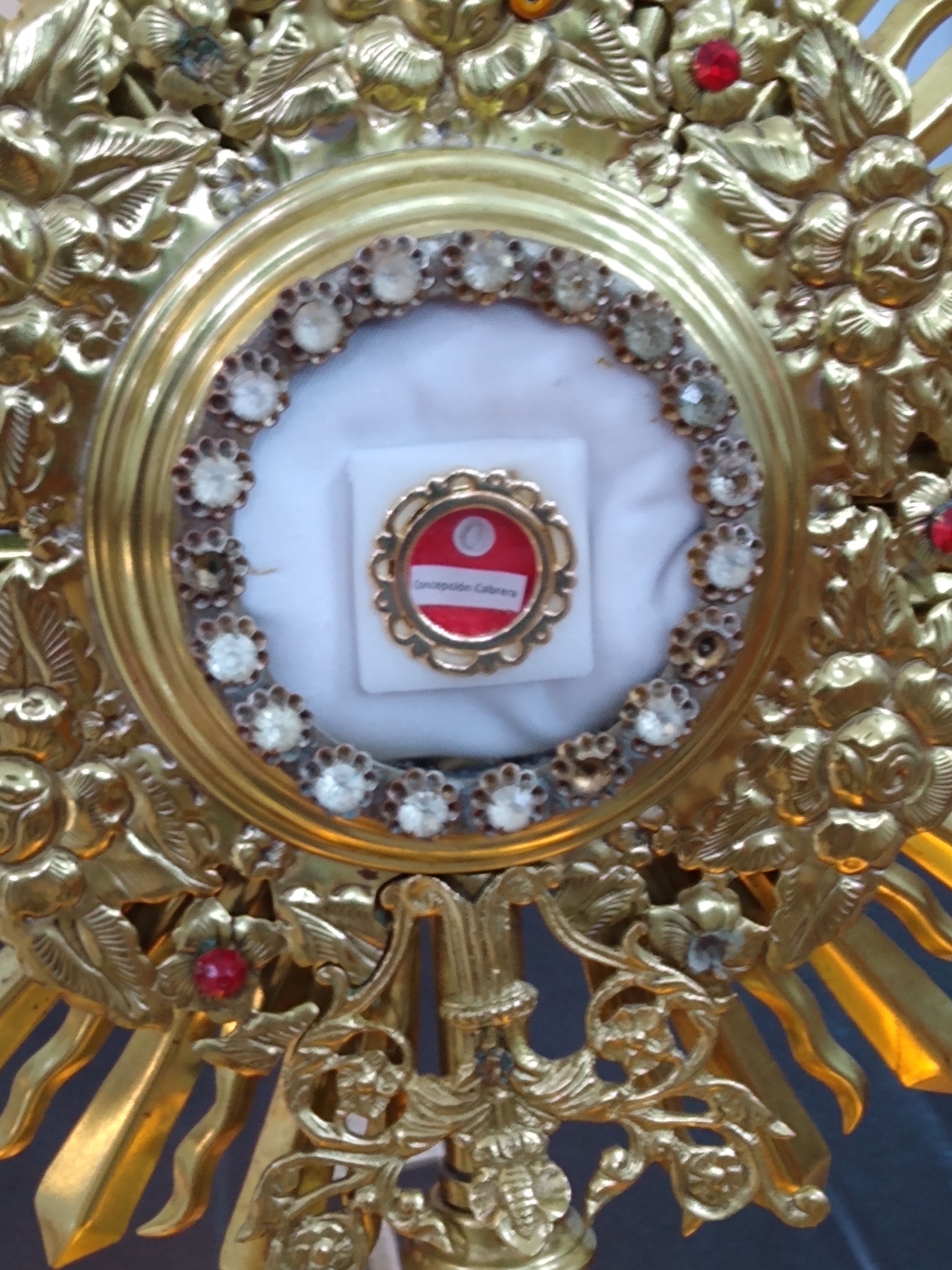
Detail její relikvie

Narodila se dne 8. prosince 1862 v San Luis Potosí rodičům Octavianu Cabrera Lacavex a Clare Arias Rivera. Roku 1884 se provdala za Francisca Armida, s nímž měla v letech 1885–1899 devět dětí. Roku 1901 ovdověla a stala se samoživitelkou. To bylo pro ni velmi těžké, zvláště v období nedostatku během mexické revoluce (1910–1921).
Tou dobou však také začala prožívat mystické prožitky, při kterých slyšela hlasy Boží. Stala se také náboženskou spisovatelkou.
Její spisy daly vzniknout pěti institutům, označovaných jako Díla Kříže:
- Apoštolství kříže (založeno roku 1895)
- Kongregace sester Kříže Nejsvětějšího Srdce Ježíšova (založena roku 1897)
- Smlouva lásky s Nejsvětějším Srdcem Ježíšovým (založena roku 1909)
- Bratrstvo Krista kněze (založeno roku 1912)
- Kongregace misionářů Ducha svatého (založena roku 1914)

Roku 1913 byla během své pouti do Říma přijata na soukromé audienci u papeže sv. Pia X. Zemřela dne 3. března 1937 ve městě Ciudad de México, kde byla i pohřbena.

## Úcta
Její beatifikační proces započal roku 1959. Papež sv. Jan Pavel II. ji dne 20. prosince 1999 podepsáním dekretu o jejích hrdinských ctnostech prohlásil za ctihodnou. Dne 8. června 2018 byl potvrzen zázrak na její přímluvu, potřebný pro její blahořečení.
Blahořečena pak byla dne 4. května 2019 v bazilice Panny Marie Guadalupské v Ciudad de México. Obřadu předsedal jménem papeže Františka kardinál Giovanni Angelo Becciu.
Její památka je připomínána 3. března.